# دی.سی. فونتانا
دی سی فونتانا (انگلیسی: D. C. Fontana؛ زادهٔ ۲۵ مارس ۱۹۳۹ – درگذشته ۲ دسامبر ۲۰۱۹) یک فیلم‌نامه‌نویس اهل ایالات متحده آمریکا بود.
از فیلم‌های او می توان به با هر نام دیگری اشاره کرد.